# Josef Matura
A.R.D. Josef Matura (20. dubna 1923 Semily – 20. března 2012 Světlá pod Ještědem) byl český římskokatolický kněz, osoba pronásledovaná komunistickým režimem a držitel titulu Osobnost Českodubska za rok 2009.

## Život

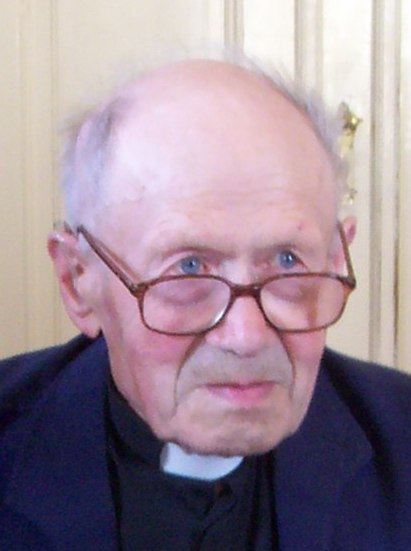
Josef Matura 25. 6. 2007 při oslavě 60 let kněžství

Narodil se v domku na okraji lesa zvaného Slap v Lešákově, který je ve 21. století již součástí Semil. Již v dětství ministroval, ale tehdy si ještě nepomyslel, že by se chtěl stát knězem. Středoškolské vzdělání absolvoval na arcibiskupském gymnáziu v Bubenči v Praze. Během okupace byl internát vystěhován, a prostory byly uvolněny pro Hitlerjugend. Určitý čas studoval v gymnáziu na Smíchově v Drtinově ulici, a poslední půlrok studoval na Jiráskově gymnáziu, kde také složil maturitní zkoušku. Během studií pomáhal rodičům na poli, protože otec musel pracovat v továrně až 90 hodin týdně, a matka doma šila. Až do roku 1945 navštěvoval kněžský seminář v Dolních Břežanech. Po válce nastoupil do semináře v Praze, v klášteře na Strahově. Poslední rok studoval v Litoměřicích.
Po absolvování studií byl 29. června 1947 biskupem Antonínem Aloisem Weberem v Litoměřicích vysvěcen na kněze. Prvních let po vysvěcení působil jako kaplan v Kostomlatech u Nymburka. V padesátých letech se postavil proti vyvlastňování církevních pozemků, dostal pokutu a byl podmíněně odsouzen. Nakonec ale musel za trest narukovat v roce 1952 na vojnu, kde byl do roku 1954. Po absolvování vojenské služby uvažoval o civilním zaměstnání, ale také na přání matky se dál věnoval duchovní službě. Původně měl nastoupit do Nové Vsi u Liberce, ale došlo ke změně a byl ustanoven jako administrátor od 1. listopadu 1954 do Nového Města pod Smrkem a Jindřichovice pod Smrkem, kde zatkli a odsoudili duchovního správce Vojtěcha Martinů za protikomunistickou činnost na osm let. V Novém městě pod Smrkem a dalších obcích začal učit náboženství.
| „                            | Bratr Josef měl právo jít na odpočinek, ale sám mi řekl, že se starý strom nemá přesazovat, a proto zůstal do posledních chvil svého života v aktivní službě mezi svými. | “ |
| — Jan Baxant při zádušní mši | |   |

Od 5. června 1955 byl ustanoven duchovním správcem ve Světlé pod Ještědem a v Osečné, kde se usadil bytem. Po čtyřech měsících se přestěhoval do Světlé pod Ještědem. V roce 1970 mu bylo komunistickým režimem zakázáno vyučovat náboženství a měl tak více času na sekání a sušení farních luk. V průběhu dalších let spravoval excurrendo navíc ještě od 6. března 1962 farnosti Český Dub, Hlavice, Křižany, Jítrava, Žibřidice a Rynoltice. V pokročilém věku požádal uvolnění ze správy v Jítravě a administroval pouze Světlou pod Ještědem a Osečnou, v které se zasloužil o opravu kostela. V průběhu dalších let v obecném povědomí začal neodmyslitelně patřit k symbolům kraje pod Ještědem. V roce 1999 byl jmenován farářem a v roce 2011 osobním arciděkanem.
Zemřel 20. března 2012 ve Světlé pod Ještědem. Pohřební mši svatou sloužil v úterý 27. března 2012 v kostele sv. Mikuláše ve Světlé pod Ještědem litoměřický biskup Jan Baxant. Poté bylo je tělo uloženo do hrobky v Chuchelně.